# Iperonimia
L'iperonimia, termine introdotto in linguistica da John Lyons (1963), indica una specifica relazione semantica tra due termini, uno dei quali – detto "iperonimo" – ha un campo semantico più esteso di quello dell'altro termine (detto "iponimo") e lo ricomprende. L'inverso dell'iperonimia è l'iponimia. Così, ad esempio, mobile è iperonimo di sedia, armadio, tavolo ecc. Altrettanto, albero è iperonimo di pino, pioppo, abete ecc. Sinonimo di "iperonimo" è "[termine] sovraordinato"; significato analogo ha "arcilessema".
L'iperonimo ha una maggiore estensione e minore intensione (cioè un numero inferiore di semi). Quando in una data lingua manca un dato iperonimo, si ricorre spesso alla creazione di lessie complesse ('unità funzionali significative del discorso, costituite da un sintagma': per es. luogo di culto, arma da fuoco, fare il diavolo a quattro, nella misura in cui ecc.). L'iperonimia è frequente tra i sostantivi e assai meno tra le altre parti del discorso.
Gli iperonimi possono avere una funzione testuale, nel senso che possono essere utilizzati con funzione di ripresa anaforica; a questo proposito, si parla anche di 'iperonimi massimi' (termini come cosa, fatto), i quali permettono di riprendere tanto singoli sostantivi quanto intere porzioni di testo.